# Mary Pickford
Mary Pickford, ursprungligen Gladys Louise Smith, född 8 april 1892 i Toronto, Ontario, död 29 maj 1979 i Santa Monica, Kalifornien, var en amerikansk skådespelare, manusförfattare och filmproducent. Bland Pickfords filmer märks The Little American (1917), The Poor Little Rich Girl (1917), En rännstensunge (1919), Pollyanna (1920) och Coquette (1929).

## Biografi

### Tidiga år
När Mary Pickford var fem år gammal omkom hennes far i en arbetsplatsolycka och Pickford fick hjälpa sin mor med att passa sina småsyskon samtidigt som hon tjänade pengar till familjens uppehälle. Hon turnerade med olika shower under namnet "Baby Gladys" och efter ett antal år hade hon fått så pass stor erfarenhet att hon kände sig redo för Broadway. Som 14-åring rusade hon in på en Broadwayproducents kontor och lyckades övertala denne att ge henne en huvudroll i hans pjäs The Warrens of Virginia. Hon bytte namn till Mary Pickford och 1909 gav D.W. Griffith henne en filmroll.

### Karriär

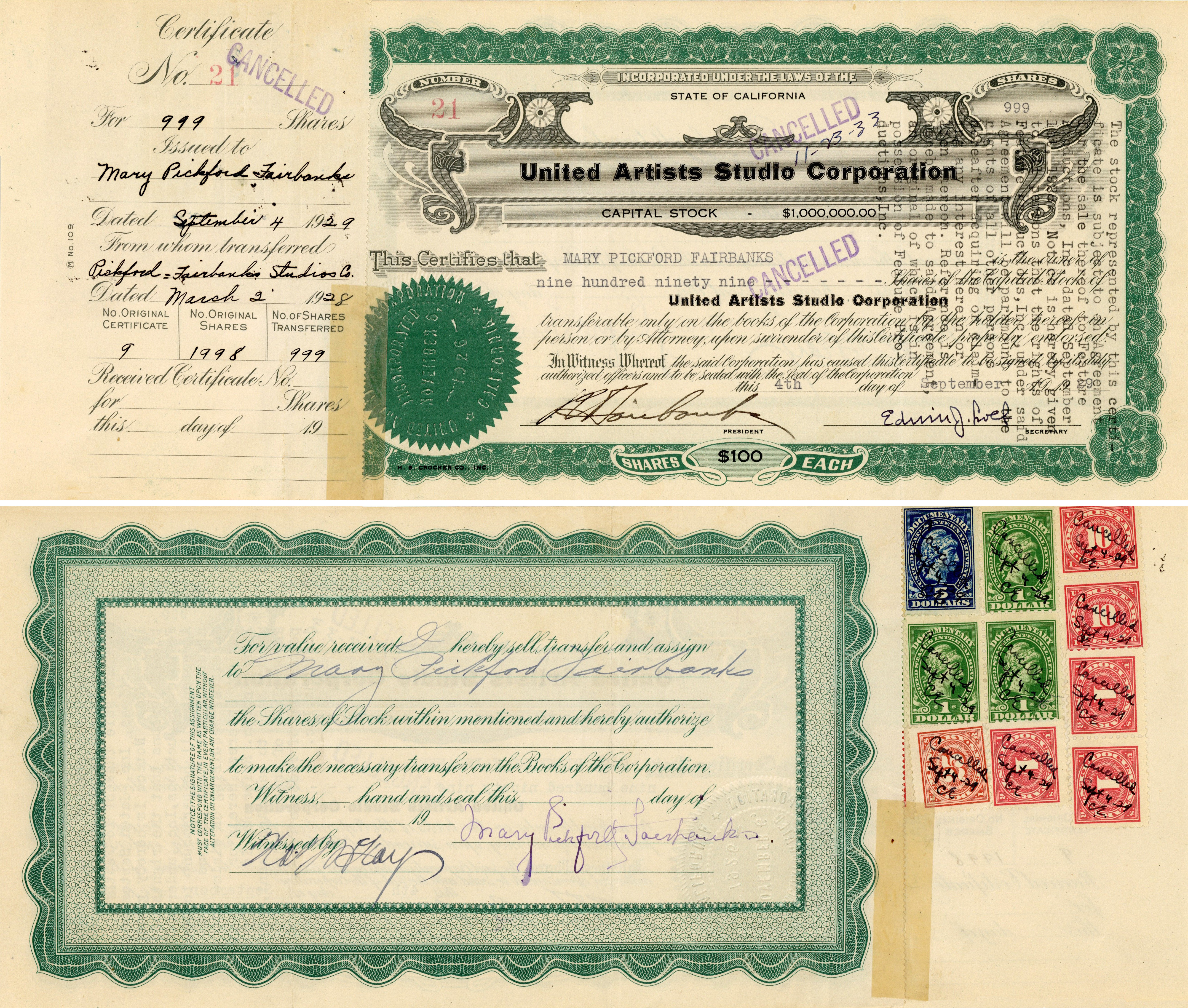
Aktiebrev i United Artists Studio Corporation för 999 aktier à 100 USD, utfärdat den 4 september 1929 till Mary Pickford Faribanks och undertecknat på baksidan i original av henne (nedre bilden)

Mary Pickford var en skicklig affärskvinna och hon bytte filmbolag gång på gång och förde tuffa förhandlingar om högre gage samt mer kontroll över de filmer hon spelade in. När hon började filma 1909 tjänade hon 40 dollar i veckan hos Biograph, 1910 fick hon 175 dollar i veckan hos IMP, 1912 var hennes veckogage 500 dollar och 1916 skrev hon kontrakt med Famous Players Company, där hon erhöll 10 000 dollar i veckan plus 300 000 dollar i bonus. Men Pickford var inte nöjd och följande år skrev hon kontrakt med First National, som erbjöd henne 350 000 dollar per film.
Mary Pickfords charmade biopubliken över hela världen med sin utstrålning, smilgropar och flickaktiga stil. Hon spelade olika rollkaraktärer men hon är mest och bäst ihågkommen som söt, oskyldig flicka, till exempel när hon var 27 år gammal spelade hon en 12-årig flicka i Pollyanna. Denna karaktär ska ha varit en stor inspiration för den svenska författaren Astrid Lindgren när hon skrev böckerna om Pippi Långstrump. På toppen av sin filmkarriär kallades hon för "hela världens lilla fästmö" ("America's Sweetheart").
År 1919 bildade Pickford filmbolaget United Artists Corporation tillsammans med Charlie Chaplin, D.W. Griffith och skådespelaren Douglas Fairbanks.
Pickford spelade in sin första ljudfilm 1929 , Coquette. Hon hade klippt sitt hår i den nya populära kortklippta frisyren och gjorde rollen som en modern "swinger". Pickford belönades med en Oscar men filmen slog inte hos biopubliken. De två efterföljande filmerna blev fiasko och Pickford drog sig tillbaka från filmen 1933.
År 1975 erhöll Pickford en heders-Oscar för sina insatser för amerikansk film.

### Privatliv
År 1911 gifte Mary Pickford sig med skådespelaren Owen Moore men begärde skilsmässa 1919 då han hade blivit en obotlig alkoholist. 
Den 28 mars 1920 gifte hon sig med Douglas Fairbanks, Sr. och de två betraktades som ett slags "Amerikas kungapar" och även "världens mest romantiska par". Deras berömda villa i Beverly Hills kom att kallas Pickfair. Hon var styvmor till skådespelaren Douglas Fairbanks, Jr.
År 1936 skilde hon sig från Fairbanks och 1937 ingick hon äktenskap med skådespelaren Charles Rogers. De adopterade två barn och förblev gifta fram till Pickfords död.

## Filmografi i urval
- 1909 – Instrumentmakaren från Cremona
- 1909 – Hjortdödaren
- 1910 – Vita rosor
- 1912 – Dorothys nya hatt
- 1917 – Den sista av sin ätt
- 1917 – The Little American
- 1917 – The Poor Little Rich Girl
- 1918 – How Could You Jean?
- 1919 – Pappa Långben
- 1919 – En rännstensunge
- 1920 – Pollyanna
- 1920 – Hertiginnan som tvätterska
- 1921 – The Love Light
- 1921 – Backvägen till Lyckan
- 1921 – Lilla lorden
- 1922 – Morska Mary
- 1923 – Rosita
- 1925 – Ben-Hur
- 1926 – Den svarte piraten
- 1927 – De laglösas hövding
- 1929 – Så tuktas en argbigga
- 1929 – Coquette
- 1933 – Secrets
- 1948 – Sov, min älskling!
- 1949 – Sardinmysteriet